# Szeir

A régió rózsaszín és barna színnel a térkép alján, Jordánia délnyugati részén (Shaubak/Mt. Se'ir)

A Szeir vagy Széír vagy Szeir-hegy (héber: הַר-שֵׂעִיר , Har Szēʿīr) a Holt-tenger és az Akabai-öböl közötti hegyvidékes régió ősi és bibliai neve, Edom északnyugati részén és az egykori Júdai Királyságtól délkeletre. Ez jelezte az ókori Egyiptom és Kánaán határát is. 
Itt található a III. Amenhotep szolebi-templomlistáján szereplő "Szeir, Shasu földjén" említett hely, amelyet Petra közelében gondolnak.  
Ma Jordánia délnyugati részén található. Arabul Dzsibāl ash-Sharāh ( جبال الشراة) néven ismert.

## A Bibliában
A Szeirt csaknem 40-szer említi az Ószövetség.
Elsődleges jelentősége abban rejlik, hogy ez a hegyvidék volt az a terület, amelyet Isten Ézsau leszármazottjainak adott.
Ezékiás király idejében Simeon törzse megtámadta a Szeirben élő amálekitákat, majd a simeoniták ott éltek, miután legyőzték őket.
Később, amikor Edom fenyegetést jelentett Júda számára, Isten megengedte, hogy Júda megtámadja.
Ezékiel feljegyzi az Edom elleni próféciákat, a Szeir-hegy nevet használva.